# Friedrich Horschelt (Maler)
Friedrich Horschelt (* 22. November 1824 in München; † 27. Juli 1881 ebenda) war ein deutscher Porträtmaler.

## Leben
Horschelt war der Sohn des Ballettmeisters Friedrich Horschelt und dessen Frau der Tänzerin Barbara (geborene Eckner, 1804–1888), die auch Babette genannt wurde und von 1820 bis 1830 als Solistin im Münchner Ballett mitgewirkt hatte. Er erhielt ersten Zeichenunterricht bei dem Maler Michael Echter in München. Ab 1841 studierte er an der Königlichen Akademie der Bildenden Künste in München. 1847/48 war er Schüler von Charles Gleyre in Paris. Horschelt wandte sich der Porträtmalerei zu und nahm 1848 am Pariser Salon teil. Ab 1848 war er wieder in München und dort als Porträtmaler tätig. Er ging 1854 nach Wien (mit Empfehlungsschreiben des ehemaligen bayerischen Königs Ludwig I. an die Erzherzogin Hildegard) und war anschließend in Pest. Seine Rückkehr nach München erfolgte vor 1863. Der Maler Theodor Horschelt war sein jüngerer Bruder.

## Werke (Auswahl)

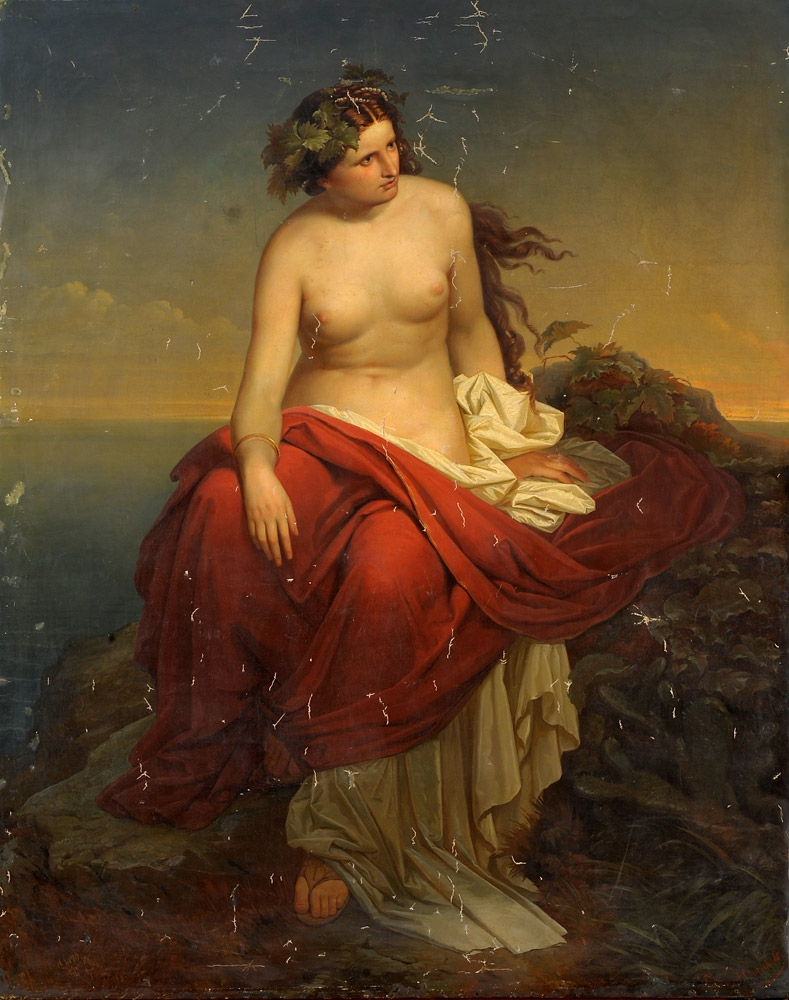
Friedrich Horschelt: Ariadne auf Naxos 1853

- Bildnis der Hofschauspielerin Fräulein Damböck, Kunstausstellung in München 1851
- Ariadne auf Naxos, sehnsuchtsvoll in die Ferne schauend, Kunstausstellung in München 1853.
- Bildnis eines französischen Generals (eventuell in Paris entstanden, Holland 1890, S. 100)
- Portrait de M. R… (Salon 1848, Nr. 2291)
- Portrait de M. C… (Salon 1848, Nr. 2292).